# Rocanrolero
Rocanrolero es el segundo disco de estudio de Emmanuel Horvilleur, más emparentado con el rock clásico, con pocos toques de funk y hip hop. La producción estuvo a cargo de Emmanuel junto a Tweety González y participaron en la grabación Tuta Torres (bajo), Alejandro Castellani (batería), Alejandro Bavaso (teclados), Dizzy (guitarra) y Nico Cota (percusión). El track "Fan" fue ampliamente difundido por ser, además, la cortina de la telecomedia argentina "Soy tu fan", protagonizada por Dolores Fonzi. "Alucinante" contó con la participación de Dante Spinetta y Botafogo sumó su guitarra en "Seguir", "La nave" y "Un rap".

## Lista de canciones
| N.º | Título              | Escritor(es)         | Productor(es) | Duración |  |
| 1.  | «Listos Para Ver»   | E. Horvilleur        | E. Horvilleur | 03:19    |  |
| 2.  | «Nueva ola»         | E. Horvilleur, Marti | E. Horvilleur | 03:04    |  |
| 3.  | «Alucinante»        | E. Horvilleur        | E. Horvilleur | 03:35    |  |
| 4.  | «Seguir»            | E. Horvilleur        | E. Horvilleur | 03:18    |  |
| 5.  | «No como»           | E. Horvilleur        | E. Horvilleur | 03:27    |  |
| 6.  | «En mi cama»        | E. Horvilleur        | E. Horvilleur | 03:02    |  |
| 7.  | «Onda»              | E. Horvilleur        | E. Horvilleur | 02:55    |  |
| 8.  | «Fan»               | E. Horvilleur, Marti | E. Horvilleur | 02:01    |  |
| 9.  | «La nave»           | E. Horvilleur        | E. Horvilleur | 02:54    |  |
| 10. | «Asesino»           | E. Horvilleur        | E. Horvilleur | 03:32    |  |
| 11. | «Lo se»             | E. Horvilleur        | E. Horvilleur | 02:51    |  |
| 12. | «Un rap»            | E. Horvilleur        | E. Horvilleur | 02:53    |  |
| 13. | «Otro fantasma»     | Bavasso              | E. Horvilleur | 03:36    |  |
| 14. | «Rocanrol de motos» | E. Horvilleur        | E. Horvilleur | 03:03    |  |

## Músicos
- Miguel Botafogo: Guitarra
- Greg Calbi: Masterización
- Nicolas Cota: Percusión
- Tweety González: Sintetizador
- Emmanuel Horvilleur: Sintetizador, Guitarra, Voz
- Hernán Jacinto: Sintetizador, órgano
- Lucas Marti: Armónica, Coros, Instrumentación
- Guido Nisenson: Mezcla
- Dante Spinetta: Caja de voz

## Equipo de producción
- Productores: E. Horvilleur y Tweety González
- Asistente de producción: Julio Antúnez
- Asistente de grabación: Guillermo Mandrafina
- Fotografía: Eduardo Marti